# Ruschweiler
Ruschweiler ist eine Ortschaft mit rund 900 Einwohnern in der Gemeinde Illmensee in Baden-Württemberg und grenzt direkt an den Ortsteil Illmensee.

## Geographie

### Geographische Lage
Ruschweiler liegt in einer eiszeitlichen Seenplatte mit dem Ruschweiler See, dem Volzer See und dem Illmensee, die vor allem für den Tourismus genutzt wird.

### Gliederung
Zu Ruschweiler gehören die Dörfer Ruschweiler, Judentenberg und Neubrunn, der Gampenhof, die Häuser Im Kläfflerösch, Im Pfisteri, Im Sturmberg, In den Bachäckern, In den Furtäckern [Hungerberg], die Volzenhöfe sowie die abgegangenen Orte Ruschried und Seligenstatt bei Judentenberg.

### Ruschweiler See

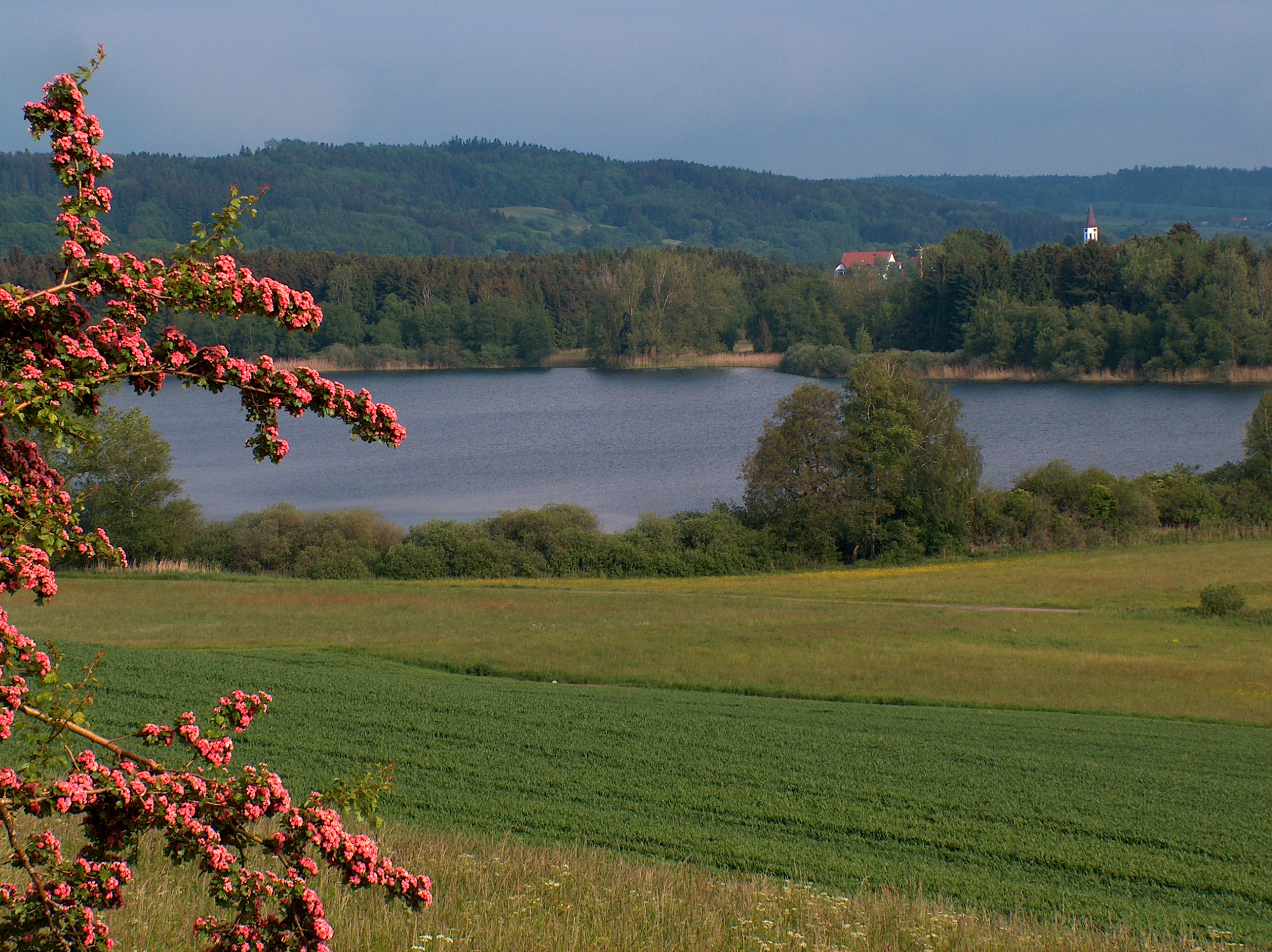
Ruschweiler See

Auf der Gemarkung des Ortes liegt der rund 22 Hektar große Ruschweiler See. Mit einer mittleren Tiefe von 8,9 und einer maximalen Tiefe von 17,3 Metern ist er tiefer als der benachbarte, größere Illmensee.

## Geschichte
Die früheste Besiedlung Ruschweilers konnte durch jungsteinzeitliche Pfahlbauten am Ostufer des Ruschweiler Sees nachgewiesen werden.

### Mittelalter
Der Dorfname heißt erst ab etwa dem Jahre 1600 Ruschweiler. Um 1228 schrieb es sich Rustenswilare, ein Jahrhundert später gar Rusoltswiler und um das Jahr 1479 Russchwyler. Bezugswort für den Ortsnamen ist der Personennamen Ruadstein, also der Weiler von Ruadstein.
1645 war Ruschweiler Bestandteil der Grafschaft Heiligenberg. Dem Ruschweiler Amt waren Brunnhausen, Egelreute, Gampenhof, Judentenberg, Neubrunn, Ruschweiler und Volzenhof untergeordnet. Später kamen Andelsbach, Hüttenberg, Illmensee und Pfrungen hinzu.

### NS-Zeit

Polen-Erlass Heinrich Himmler 1940

Langenargen, Meckenbeuren, Brochenzell, Oberteuringen und Madenreute waren Schauplätze einer ganzen Reihe von NS-Verbrechen und Menschenrechtsverletzungen. Unter Initiative des Friedrich Mußgays wurde im August 1940 die 17-jährige Anna F. verhaftet. Ihr wurde vorgeworfen, sich mit dem polnischen Zwangsarbeiter Mieczyslaw Gawlowski eingelassen zu haben. Mieczyslaw Gawlowski und Anna F. wurden inhaftiert. Die Exekution des Polen reihte sich ein in eine ganze Reihe weitere Exekutionen in Oberteuringen, Langenargen und Meckenbeuren, welche Gestapochef Friedrich Mußgay aus Stuttgart mit den jeweiligen Bürgermeistern und Ortspolizeistationen organisierte. Alle Frauen wurden nach den Morden ins KZ Ravensbrück verbracht. Am 27. Juli 1941 wurde der Gawlowski vor allen polnischen Zwangsarbeitern der Gemeinde in Ruschweiler erhängt und zur Gerichtsmedizin Tübingen gekarrt. Höhepunkt der perfiden Veranstaltungen im Mai/Juni 1941 in Oberschwaben waren das Treffen der Entourage des Todes nach der Exekution vom 30. Mai 1941 in Oberteuringen im Gasthof Zur Post. Aussage Polizeimeister Reck 16. Oktober 1959: „…Wir bekamen jeder 2 Glas Bier und 1 Paar Würste…“.
Die Gemeinde Ruschweiler stellte 2005 einen Gedenkstein am Hinrichtungsort auf. Er erinnert an den 23-jährigen Polen Mirtek Grabowski (ein Archivbestand hat den Namen: Mieczysław, kurz: Mietek, Gawłowski) aus Łódź, der nach einem Rassenschandeprozess am 24. Juli 1941 wegen seiner Liebe zu dem 17-jährigen Ruschweiler Mädchen Anna Frirdich von den Nationalsozialisten an einem Birnbaum oberhalb von Ruschweiler erhängt wurde. Ganz in der Nähe der Mordstelle, steht auf dem Gedenkstein des Mahnmals eine von Jörg Ehni verfasste Inschrift: Rede Stein! Schweige nicht! Frirdich musste seinerzeit in zahllosen Verhören, im Jugendgefängnis Preungesheim und im KZ Ravensbrück, aus dem sie im Dezember 1942 entlassen wurde, für ihre Liebe leiden.

### Neuzeit
Ruschweiler war eine selbständige Gemeinde im Landkreis Überlingen, bevor sie sich am 1. September 1971 mit Illwangen und Illmensee zusammenschloss.

## Politik

### Wappen
Das Wappen der ehemaligen Gemeinde Ruschweiler zeigt in Blau mit blau-silbernem Wolkenbord einen schrägen silbernen Waller.

## Kultur und Sehenswürdigkeiten

### Bauwerke

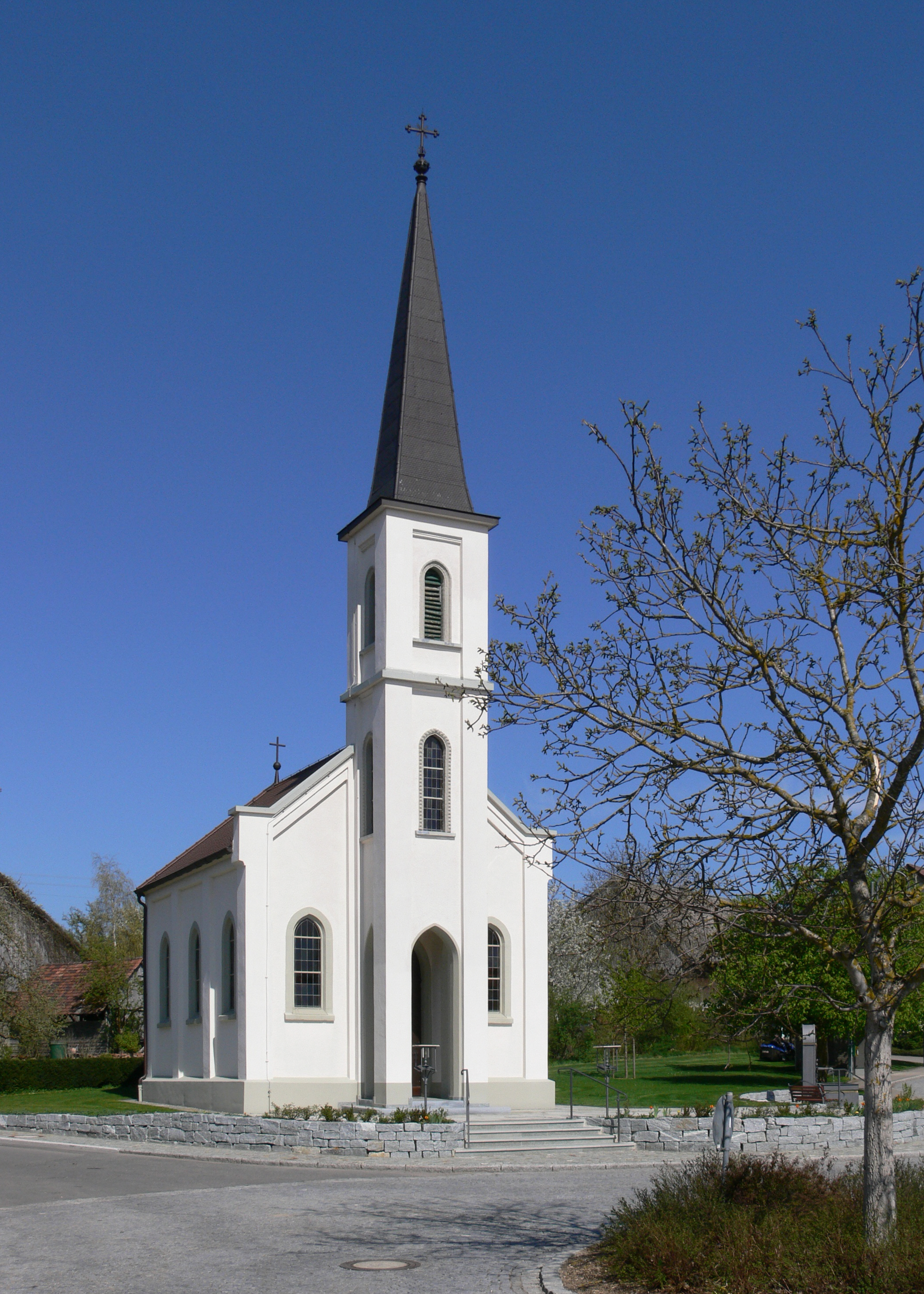
Kapelle in Ruschweiler

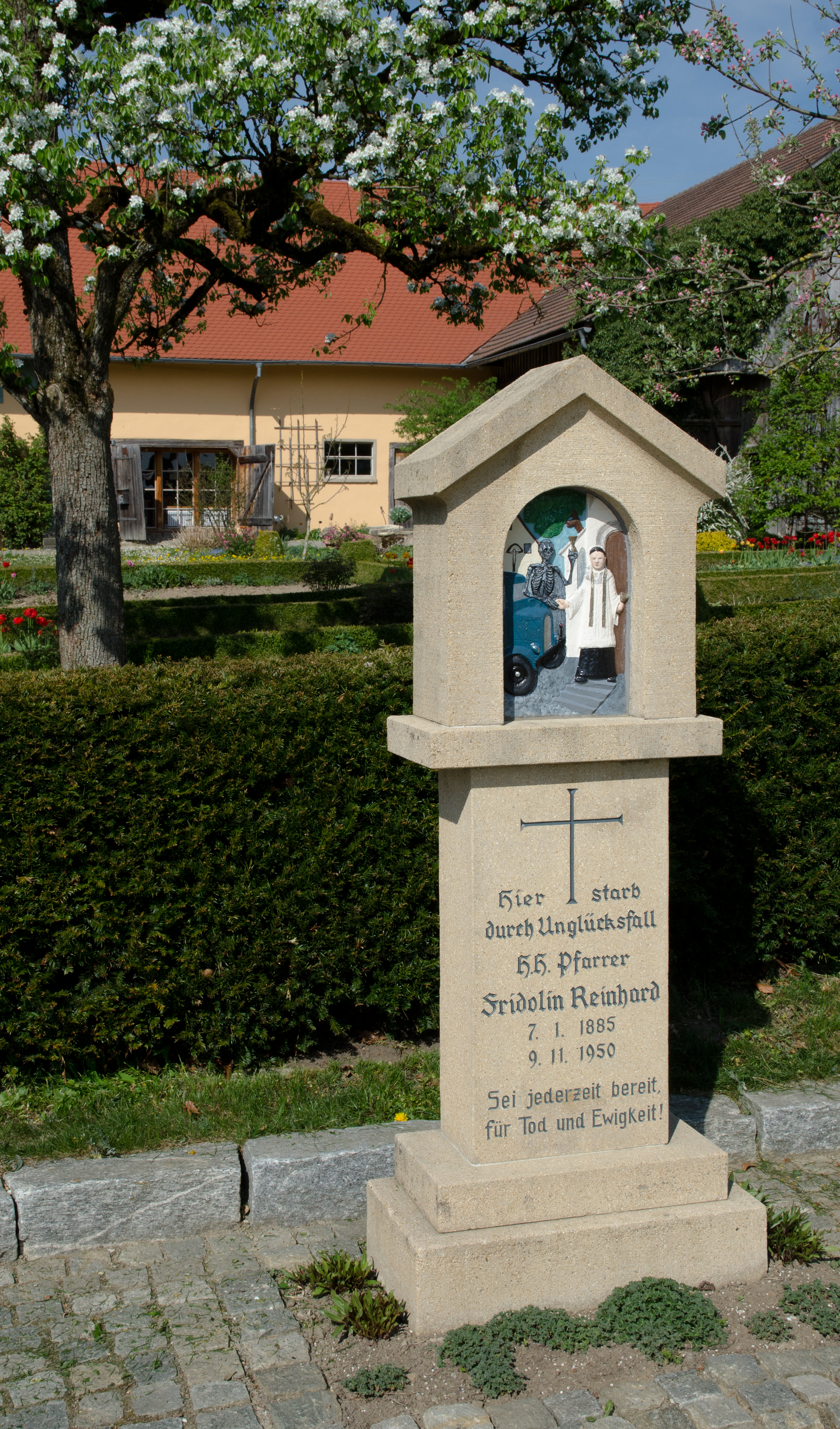
Gedenksäule für einen hier verunglückten Geistlichen

- Die der „Maria, Mutter der immerwährenden Hilfe“ geweihte Kapelle in Ruschweiler wurde im Jahr 1908 erbaut. Die Kapelle dient nicht nur der katholischen Pfarrgemeinde Illmensee-Ruschweiler, sondern wird auch für evangelische Gottesdienste genutzt.
  - Direkt an der Kirche befindet sich eine ungewöhnliche Gedenksäule, die an den Unfalltod eines örtlichen Pfarrers erinnert.
  - Der Kapellenvorplatz mit einer Natursteinmauer aus Luzerner Gneis und dem neuen, von Kunstschmiedemeister Peter Klink entworfenen Ruschweiler Dorfbrunnen, wurde 2008 neu gestaltet. Alle Namenswandlungen der Ruschweiler Ortsnamen-Forschung sind auf dem Taillenband des neuen Dorfbrunnens in Metall geschlagen und verewigt.
- In Judentenberg steht die im Kern romanische Martinskapelle, die im 11. Jahrhundert erstmals erwähnt wurde
- Nahe dem Ortskern von Judentenberg wurden 1997 die 3 ersten wirtschaftlich betriebenen Windkraftanlagen Oberschwabens errichtet. Typ Nordex N54 mit je 1 MW Anlagenleistung.
- An der Straße von Ruschweiler in Richtung Judentenberg befindet sich ein am 11. September 2005 im Rahmen des damaligen Denkmaltages „Stätten des Erinnerns“ eingeweihtes und zuvor von Ruschweiler Bürgern errichtetes Denkmal. Es erinnert an den 23-jährigen Polen Mirtek Grabowski (ein Archivbestand hat den Namen: Mieczysław, kurz: Mietek, Gawłowski) aus Łódź, der nach einem Rassenschandeprozess am 24. Juli 1941 wegen seiner Liebe zu dem 17-jährigen Ruschweiler Mädchen Anna Frirdich von den Nationalsozialisten an einem Birnbaum oberhalb von Ruschweiler erhängt wurde.[19] Ganz in der Nähe der Mordstelle, steht auf dem Gedenkstein des Mahnmals eine von Jörg Ehni verfasste Inschrift: Rede Stein! Schweige nicht![20] Frirdich musste seinerzeit in zahllosen Verhören, im Jugendgefängnis Preungesheim und im KZ Ravensbrück, aus dem sie im Dezember 1942 entlassen wurde, für ihre Liebe leiden.[21][22][23][24][25]

### Regelmäßige Veranstaltungen
- In Ruschweiler wird am Funkensonntag ein Funken entzündet.
- Das Kapellenfest, auch „Käpele-Fest“ genannt, ist eine traditionelle Veranstaltung mit heiliger Messe auf dem Vorplatz der Kapelle und weltlicher Feierlichkeit im Festzelt auf der Huberwiese.[26]